# Giovanni Queiroz
Giovanni Corrêa Queiroz (15 de julho de 1946, Campina Verde, Minas Gerais) é um médico, político e agropecuarista brasileiro. 
Chegou a ser cinco vezes deputado federal pelo estado do Pará, tendo sido também presidente nacional dos Correios e Secretário de Estado de Desenvolvimento Agropecuário e Pesca no Estado do Pará.
É uma figura proeminente em relação às propostas de reorganização territorial brasileira, sendo um dos principais defensores e pensadores desta causa. Sua principal atuação neste sentido é voltada para a criação do estado do Carajás.

## Biografia
Filho de Fredesvindo Geraldo de Queiroz e Maria da Conceição Corrêa, nasceu em 15 de junho de 1946 no município de Campina Verde, no estado de Minas Gerais.
Formou-se pela Faculdade de Medicina da Universidade Federal do Rio de Janeiro estudando entre 1966 e 1971.
Na década de 1970 mudou-se para o sul do Pará, onde tornou-se um grande agropecuarista, mas também servia à comunidade como médico e professor primário. Neste período filia-se a ARENA e passa a se envolver em causas políticas na região. Foi pioneiro e fundador de muitos municípios da região, entre eles: Redenção, Rio Maria e Xinguara.

### Carreira política
Sua primeira experiência política se deu quando foi indicado para ser prefeito de Conceição do Araguaia. Exerceu o cargo entre 1977 e 1982 pela ARENA.
Em 1982 deixa a ARENA e filia-se ao PDT, compondo os quadros do partido desde então. Em 1987 torna-se deputado estadual do Pará, participando da constituinte estadual, permanecendo nesta função até 1991.
Em 1990 elege-se deputado federal, assumindo a função em 1991. Como parlamentar, ganha destaque por sua atuação em defesa da reorganização territorial brasileira, colocando em pauta a criação do estado de Carajás, e defendendo a criação de outros estados como o Tapajós e o Maranhão do Sul. Reelege-se como deputado outras duas vezes, permanecendo na função de 1991 até 2003.
Concorre no pleito de 2002 ao Governo do estado do Pará, como vice na chapa de Hildegardo Nunes (até então no PTB), ficando somente no quarto lugar na disputa.
Em 2006 retorna a vida política ativa elegendo-se deputado federal. Assume em 2007, reelegendo-sem em 2010 para seu segundo mandato consecutivo, o quinto desde então. Em 2014 disputa novamente para deputado federal, no entanto perde o pleito.
Em novembro de 2015 foi nomeado  pela presidente Dilma Rousseff, presidente da Empresa Brasileira de Correios e Telégrafos (Correios).
Em 2017 assumiu, a convite do governador Simão Jatene, como Secretário de Estado de Desenvolvimento Agropecuário e Pesca no Estado do Pará, cargo no qual ficou até 2018, quando desfiliou-se para disputar vaga como parlamentar.

### Críticas
Como um dos líderes da bancada ruralista é constantemente criticado por suas posições em relação à reforma agrária e ao trabalho escravo.